# Bernd von Lüdinghausen genannt Wolff
Bernd Hermann Georg Heinrich Robert Ferdinand Freiherr von Lüdinghausen genannt Wolff (* 28. Dezember 1864 in Berlin; † 31. März 1930 ebenda) war ein preußischer Landrat im Kreis Gumbinnen (1900–1908), Ostpreußen und Polizeipräsident (1908–1919) von Berlin-Schöneberg und Berlin-Wilmersdorf.

## Leben

### Herkunft
Bernd von Lüdinghausen war ein Sohn des späteren Majors Christian Heinrich Ferdinand von Lüdinghausen genannt Wolff (1832–1870) und Ottilie, geb. von Eberstein (* 1838). Sein Vater hatte am 9. Juni 1858 den Freiherrenstand zugesprochen bekommen, nachdem er bereits am 21. September 1853 in Kurland diesen erhalten hatte. 1870 kam sein Vater bei der Schlacht bei Wörth ums Leben.

### Lebenslauf
Bernd von Lüdinghausen besuchte das Viktoria-Gymnasium in Potsdam und bis zum Abitur Ostern 1884 das Wilhelmgymnasium in Berlin. Zwei Semester studierte er Jura in Berlin, ging dann für ein Semester nach Lausanne, um anschließend drei Semester wieder in Berlin zu belegen. Im Juni 1887 legte er sein Referendarexamen ab und kam an das Amtsgericht nach Havelberg. Später wurde er an das Landgericht II nach Berlin versetzt und war im Wintersemester 1888/89 an der Universität in Leipzig. Ab 15. März 1889 war er wieder am Landgericht II. Mitte 1889 schloss er seine Dissertation an der juristischen Fakultät der Friedrich-Wilhelm-Universität in Berlin mit dem Thema Die bindende Kraft des einseitigen Versprechens im heutigen gemeinen Privatrecht ab.
1893 wurde er von Berlin als Hilfsbeamter des Landrates des Kreises Wittmund nach Wilhelmshaven versetzt. 1894 war er als Regierungsassessor Strandhauptmann des Strandamtes in Wilhelmshaven und weiterhin Hilfsbeamter des Landrates in Wittmund.
Vom 7. Mai 1900 bis 1908 war er Landrat des Kreises Gumbinnen. Anschließend wurde er Polizeipräsident von Schöneberg und Wilmersdorf in Berlin, was er bis 1919 blieb. 1912 war er Hauptmann der Reserve des 2. Garde-Regiments zu Fuß.
Er kaufte das Gut in Sillginnen im Kreis Gerdauen und wurde während des Krieges durch den Kaiser zum Flüchtlingskommissar für Ostpreußen ernannt. Als im August 1914 und im Februar 1915 einige Orte Ostpreußens durch russische Truppen zerstört wurden, gab es eine Initiative zur Beseitigung der Schäden. Die private Unterstützung erfolgte u. a. durch den Schöneberger Kriegshilfsverein unter der Leitung von Lüdinghausen. Im Oktober 1914 übernahm der von ihm geleitete Verein die Patenschaft für das stark zerstörte Gerdauen. Weitere Initiativen entstanden und diese Hilfsvereine schlossen sich im Februar 1915 zur Ostpreußenhilfe zusammen. Diese übernahmen jeweils eine Patenschaft über einen kriegszerstörten Landkreis oder eine Stadt.
1919 hatte Professor Otto Baumgarten 1919 unter dem Titel Die Schuld am deutschen Zusammenbruch die Tagebuchblätter von Lüdinghausen als Buch herausgebracht. Dieses wurde für den 4. Unterausschuss des Untersuchungsausschusses des Reichstages zur Erforschung der Ursachen des deutschen Zusammenbruchs herangezogen.

### Familie
Am 4. Mai 1897 heiratete er Martha geb. Hoffmann (* 1869), die einzige Tochter des wohlhabenden Textilunternehmers und Rittergutsbesitzers Reinhold Hoffmann. Aus der Ehe ging u. a. der Sohn Ferdinand von Lüdinghausen-Wolff hervor.